# Индианаполис Тенис Чемпиъншипс
Индианаполис Тенис Чемпиъншипс (на английски: Indianapolis Tennis Championships) е турнир по тенис за мъже, който се провежда в Индианаполис, САЩ на открити твърди кортове.

## История
Турнирът се провежда от 1987 г. в продължение на една седмица през юли, до последното си събитие през 2009 г. Първоначално е известен като Шампионат на САЩ за мъже на клей. Турнирът е създаден след като Спортният център на Индианаполис решава да преустрои своите 18 клей корта с настилка Deco-Turf II, същата настилка като на Откритото първенство на САЩ. В резултат на това шампионатът на САЩ на клей за мъже е преместен от Индианаполис в Чарлстън, Южна Каролина. От 1992 – 2006 г. е известно като RCA Championships.

## Сингъл
| Година | Шампион          | Финалист          | Резултат                          |
| ------ | ---------------- | ----------------- | --------------------------------- |
| 2009   | Роби Джинепри    | Сам Куери         | 6 – 2, 6 – 4                      |
| 2008   | Жил Симон        | Дмитрий Турсунов  | 6 – 4, 6 – 4                      |
| 2007   | Дмитрий Турсунов | Франк Данчевич    | 6 – 4, 7 – 5                      |
| 2006   | Джеймс Блейк     | Анди Родик        | 4 – 6, 6 – 4, 7 – 6(7 – 5)        |
| 2005   | Роби Джинепри    | Тейлър Дент       | 4 – 6, 6 – 0, 3 – 0 отказва се    |
| 2004   | Анди Родик       | Николас Кифер     | 6 – 2, 6 – 3                      |
| 2003   | Анди Родик       | Парадорн Сричапан | 6 – 3, 7 – 5                      |
| 2002   | Грег Руседски    | Феликс Мантиля    | 6 – 7, 6 – 4, 6 – 4               |
| 2001   | Патрик Рафтър    | Густаво Куертен   | 4 – 2 отказва се                  |
| 2000   | Густаво Куертен  | Марат Сафин       | 3 – 6, 7 – 6(7 – 2), 7 – 6(7 – 2) |
| 1999   | Николас Лапенти  | Винсънт Спедия    | 6 – 4, 6 – 4                      |
| 1998   | Алекс Кореча     | Андре Агаси       | 2 – 6, 6 – 2, 6 – 3               |
| 1997   | Йонас Бьоркман   | Карлос Моя        | 6 – 3, 7 – 6                      |
| 1996   | Пийт Сампрас     | Горан Иванишевич  | 7 – 6, 7 – 5                      |
| 1995   | Томас Енквист    | Бернд Карбахер    | 6 – 4, 6 – 3                      |
| 1994   | Уейн Ферейра     | Оливие Делатре    | 6 – 2, 6 – 1                      |
| 1993   | Джим Къриър      | Борис Бекер       | 7 – 5, 6 – 3                      |
| 1992   | Пийт Сампрас     | Джим Къриър       | 6 – 4, 6 – 4                      |
| 1991   | Пийт Сампрас     | Борис Бекер       | 7 – 6, 3 – 6, 6 – 3               |
| 1990   | Борис Бекер      | Петер Лундгрен    | 6 – 3, 6 – 4                      |
| 1989   | Джон Макенроу    | Джей Бергер       | 6 – 4, 4 – 6, 6 – 4               |
| 1988   | Борис Бекер      | Джон Макенроу     | 6 – 4, 6 – 2                      |